# 7323 Robersomma
A 7323 Robersomma (ideiglenes jelöléssel 1979 SD9) egy kisbolygó a Naprendszerben. Nyikolaj Sztyepanovics Csernih fedezte fel 1979. szeptember 22-én.